# Amor por Acaso
Bed & Breakfast (br/pt: Amor por Acaso) é um filme brasileiro-estadunidense de 2010, do gênero comédia romântica, escrito por Leland Douglas e dirigido por Márcio Garcia, distribuído pela FJ Productions e estrelado por Juliana Paes e Dean Cain.
Foi exibido pela primeira vez em TV Aberta no dia 19 de janeiro de 2013 pela Rede Globo.

## Sinopse
Ana (Juliana Paes) é uma vendedora de loja de departamento no Rio de Janeiro, até que descobre que herdou uma vinícola em Webster, na Califórnia, onde um americano atualmente tem uma pousada. Ela parte então para a pequena cidade de Webster. Lá, conhece Jake Sullivan, que está se separando da estrela de cinema Amanda Cox e se diz dono da mesma propriedade que Ana herdou. Ela passa a fazer de tudo para que ele desista do lugar e vá embora, mas o amor tem sempre um jeito de surpreender a todos.

## Elenco

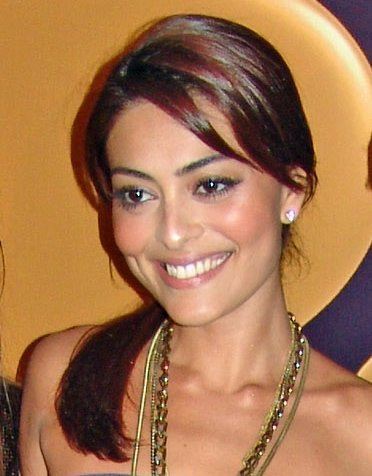
Juliana Paes Interpretou Ana

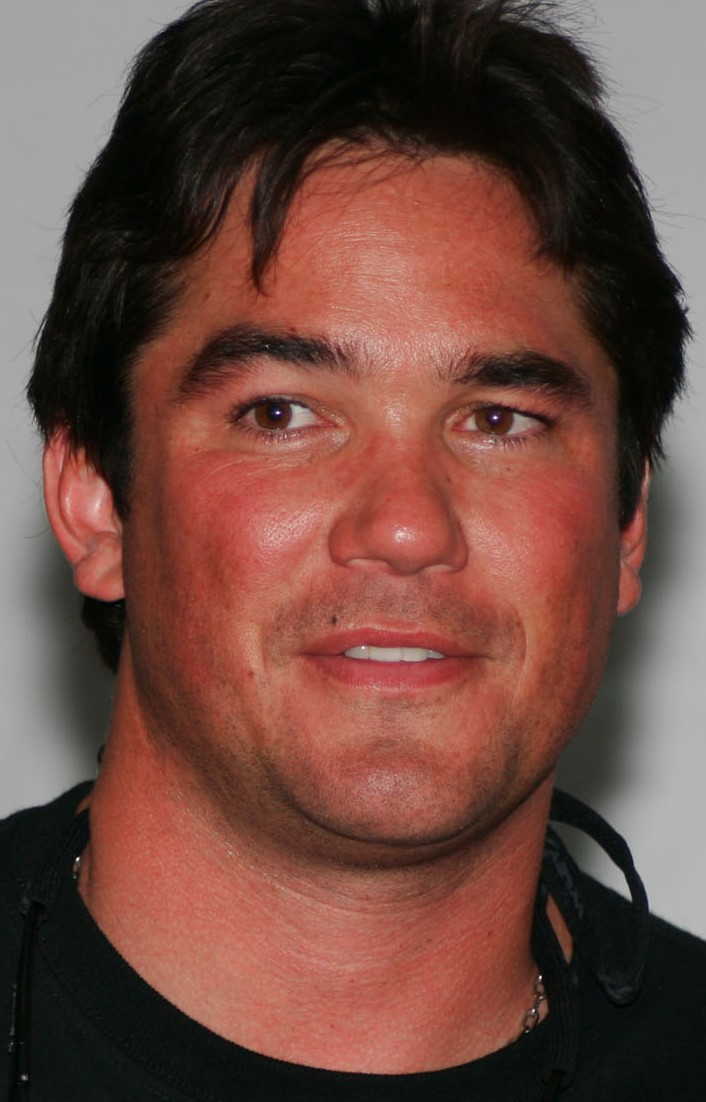
Dean Cain Interpretou Jake

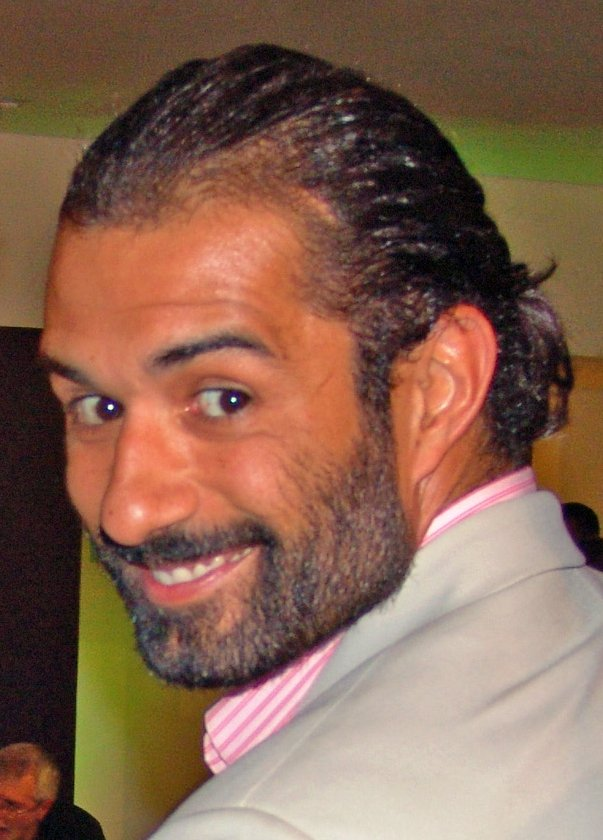
Marcos Pasquim Interpretou o cômico Gustavo

- Juliana Paes .... Ana
- Dean Cain .... Jake
- Julian Stone .... Victor
- Zilah Mendoza .... Maria
- Eric Roberts .... Mr. Hopewell
- John Savage .... Mr. Harvey
- Julia Duffy .... Mrs. Harvey
- Calvin Jung .... Mr. Okata
- Lydia Look .... Ms. Okata
- Emily Nelson .... Hank
- Kimberly Quinn .... Amanda
- Bill Engvall .... Pete Sullivan
- Jesse Jake Golden .... Menina
- Meredith Bishop .... Celeste
- Jamie Anderson .... Caroline
- Kimberly Dollar .... Waiter
- Rodrigo Lombardi .... Bartolomeu
- Luiza Valdetaro .... Babita
- Marcos Pasquim .... Gustavo
- Priscila Marinho .... Flavia
- Débora Lamm .... Gabriela
- Daniel Ávila .... Paulo
- Murilo Elbas .... Bandido Um
- Júnior Lisboa .... Bandido Dois